# Chris Knierim
Christopher „Chris” Knierim (ur. 5 listopada 1987 w Tucson) – amerykański łyżwiarz figurowy, startujący w parach sportowych z żoną Alexą Scimecą Knierim. Brązowy medalista olimpijski z Pjongczangu (2018, drużynowo), medalista mistrzostw czterech kontynentów oraz 3-krotny mistrz Stanów Zjednoczonych (2015, 2018, 2020). Zakończył karierę amatorską 25 lutego 2020 roku.
Na Zimowych Igrzyskach Olimpijskich 2018 para Scimeca Knierim / Knierim została pierwszą parą Amerykanów i drugą parą w historii, która wykonała poczwórne podnoszenie twistowe na igrzyskach olimpijskich.

## Życie prywatne
Knierim urodził się w Tucson w stanie Arizona. Gdy miał sześć miesięcy, jego matka DeeDee zaczęła spotykać się ze swoim przyszłym mężem Jeffreyem Knierimem (zmarł w wieku 49 lat na tętniaka mózgu), który adoptował Chrisa. Ma starszego brata Tysona oraz dwójkę młodszego rodzeństwa, z którymi wychowywali się w Ramona w stanie Kalifornia przed przeprowadzką Chrisa do Colorado Springs w celu kontynuowania kariery łyżwiarskiej.
W kwietniu 2012 roku Knierim poznał swoją nową partnerkę sportową Alexę Scimecę, a około miesiąc później zostali parą w życiu prywatnym. Zaręczyli się 8 kwietnia 2014 roku, a ślub wzięli 26 czerwca 2016 roku w Colorado Springs. 

## Kariera
W kwietniu 2012 roku Knierim, za sugestią trenerki Sappenfield, rozpoczął współpracę sportową z Alexą Scimecą. Scimeca / Knierim rozpoczęli treningi z Sappenfield, Ibarrą i ich sztabem szkoleniowym na Broadmoor World Arena w Colorado Springs. Po miesiącu wspólnych treningów zostali parą w życiu prywatnym.
W sezonie 2012/2013 wygrali zawody International Cup of Nice 2012 i zadebiutowali w zawodach z cyklu Grand Prix NHK Trophy, gdzie uplasowali się tuż za podium. Na mistrzostwach Stanów Zjednoczonych zostali wicemistrzami kraju, przegrywając z parą Castelli / Shnapir. Byli zmuszeni do wycofania się z mistrzostw czterech kontynentów w 2013 roku z powodu kontuzji stopy Alexy. W 2013 roku, w debiucie na mistrzostwach świata zajęli 9. miejsce.
Przygotowania do sezonu 2013/2014 para Scimeca / Knierim rozpoczęła z opóźnieniem z powodu złamania kości strzałkowej w kostce, której Chris doznał w lipcu. Po przejściu operacji, polegającej na wstawieniu metalowej płytki i dziewięciu śrub w kostkę, Knierim dość szybko wracał do sprawności, co pozwoliło parze Scimeca / Knierim wrócić do rywalizacji. Na mistrzostwach Stanów Zjednoczonych w 2014 roku zajęli 4. miejsce i nie zdobyli kwalifikacji na Zimowe Igrzyska Olimpijskie 2014 w Soczi. Na mistrzostwach czterech kontynentów zdobyli brązowy medal. W marcu 2014 roku Knierim przeszedł dodatkową operację kontuzjowanej nogi.
W sezonie 2014/2015 dwukrotnie stawali na podium zawodów cyklu Challenger Series, wygrywając U.S. International Classic 2014 oraz zajmując 3. miejsce na Nebelhorn Trophy 2014, zaś w zawodach Grand Prix dwukrotnie plasowali się tuż za podium. W styczniu 2015 roku zdobyli swój pierwszy tytuł mistrzów Stanów Zjednoczonych. Na mistrzostwach czterech kontynentów zajęli miejsce 5., zaś sezon zakończyli 7. lokatą mistrzostw świata.

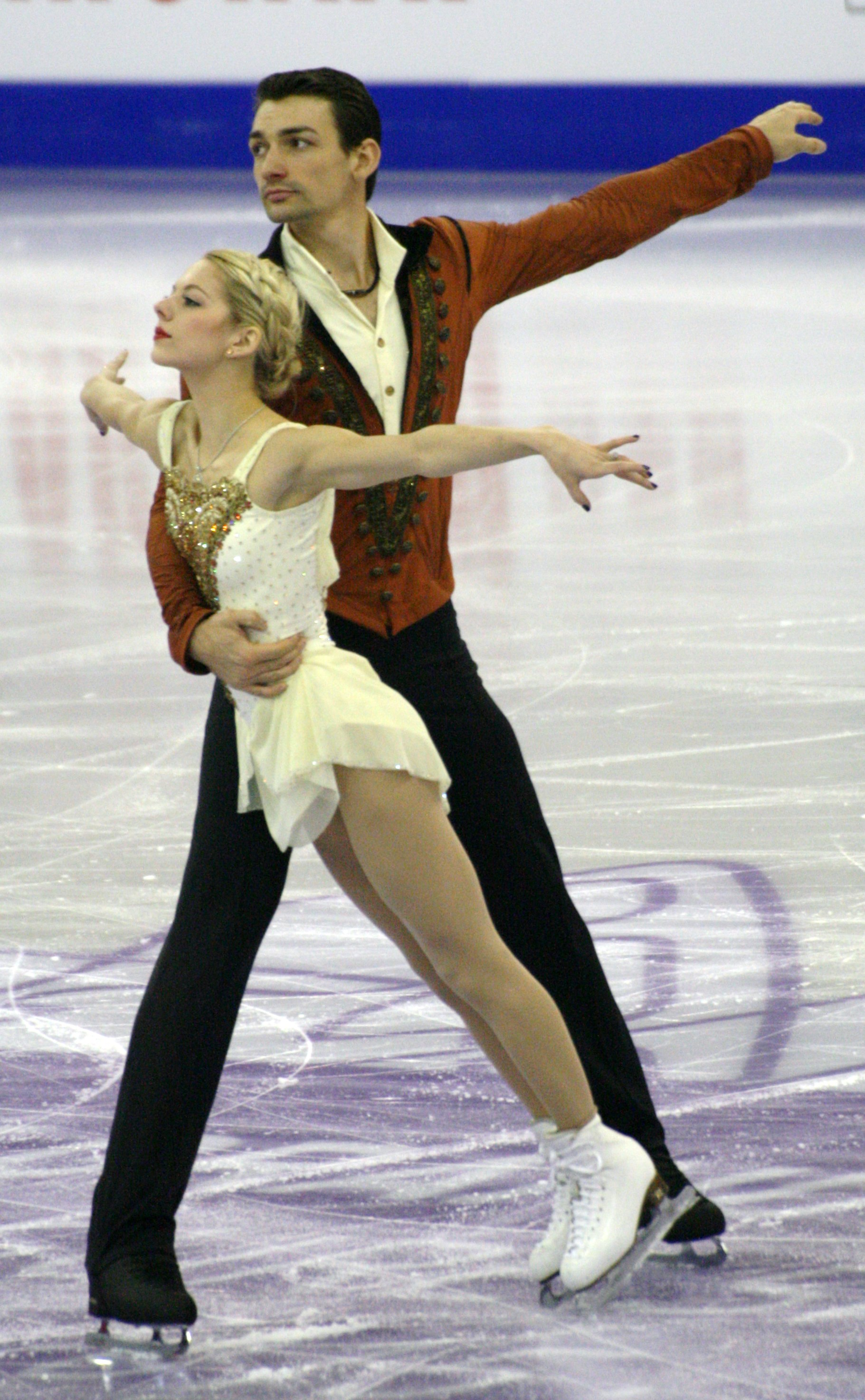
Pierwszy w karierze występ na finale Grand Prix 2015

W kolejnym sezonie wielokrotnie zajmowali miejsca na podium. Rozpoczęli od sukcesów w cyklu Challenger Series, czyli zwycięstwa w Ice Challenge 2015 oraz drugiego miejsca na Nebelhorn Trophy 2015. Dobrą passę kontynuowali w zawodach Grand Prix – zajęli drugie miejsce w Skate America 2015 oraz trzecie w NHK Trophy 2015. Pozwoliło im to na pierwszy w karierze awans do finału Grand Prix, gdzie zajęli 7. lokatę. Następnie po raz drugi zostali wicemistrzami kraju oraz wywalczyli srebro mistrzostw czterech kontynentów w 2016 roku, ustępując na podium jedynie chińskiej parze Sui / Han. 
W kwietniu 2016 Scimeca zaczęła chorować, co przeszkadzało parze Scimeca / Knierim w letnich przygotowaniach do kolejnego sezonu. Niedługo po ślubie pary w czerwcu 2016 Alexa szybko traciła na wadze z powodu przewlekłych wymiotów. Choroba Alexy zmusiła ją do wycofania się z wyczerpujących treningów i jazdy na łyżwach. W sierpniu jej choroba została prawidłowo zdiagnozowana jako rzadkie, zagrażające życiu schorzenie przewodu pokarmowego, które wymagało natychmiastowego przeprowadzenia dwóch operacji. We wrześniu Scimeca Knierim / Knierim powrócili do lekkiego treningu, ale w trosce o pełny powrót do zdrowia Alexy, która w listopadzie przeszła trzecią operację, para wycofała się ze wszystkich zawodów, aż do styczniowych mistrzostw kraju. Na mistrzostwach czterech kontynentów w 2017 roku zajęli miejsce 6., a na mistrzostwach świata miejsce 10.
W sezonie olimpijskim 2017/2018, po zajęciu drugiego miejsca w U.S. International Classic 2017, dwukrotnie zajęli 5. miejsce w Skate America 2017 oraz NHK Trophy 2017. Drugi tytuł mistrzów Stanów Zjednoczonych pozwolił im na wywalczenie miejsca w reprezentacji Stanów Zjednoczonych na Zimowe Igrzyska Olimpijskie 2018 w Pjongczangu zarówno w konkurencji par sportowych jak i zawodów drużynowych. Na mistrzostwach krajowych para wykonała poczwórne podnoszenie twistowe po raz pierwszy od 2016 roku. 
W zawodach drużynowych podczas swojego debiutu olimpijskiego zajęli 4. miejsce w programie krótkim oraz tę samą lokatę w programie dowolnym, w obu przypadkach osiągając najlepszą notę w sezonie. 12 lutego wraz ze swoją reprezentacją wywalczyli brązowy medal olimpijski. W konkurencji par sportowych zajęli 15. miejsce i zostali pierwszą amerykańską parą oraz drugą w historii, która wykonała poczwórne podnoszenie twistowe na igrzyskach olimpijskich. Tę samą lokatę powtórzyli na zamykających sezon mistrzostwach świata w Mediolanie.
14 maja 2018 roku para Scimeca Knierim / Knierim oficjalnie zakończyła współpracę z Dalilah Sappenfield. Ich nową trenerką została mistrzyni olimpijska z Pjongczangu oraz multimedalistka mistrzostw świata i Europy, Alona Sawczenko. Scimeca Knierim / Knierim rozpoczęli przygotowania do nowego sezonu ze sztabem Sawczenko w Chicago oraz Oberstdorfie.
W sezonie 2019/2020 Alexa i Chris zdobyli trzeci tytuł mistrzów Stanów Zjednoczonych i otrzymali powołanie do reprezentacji Stanów Zjednoczonych na mistrzostwa czterech kontynentów i mistrzostwa świata. Podczas programu krótkiego na mistrzostwach czterech kontynentów 2020 w Seulu, Chris popełnił błąd podczas podejścia do wykonania piruetów równoległych i zatrzymał się nie podejmując dalszej próby wykonania elementu. Para straciła kilka punktów do czołówki i zajmowała 5. lokatę uzyskując 63,14 pkt. Następnego dnia wycofali się z zawodów tłumacząc to chorobą w rodzinie. 
25 lutego amerykańska federacja ogłosiła, że Alexa i Chris wycofali się z udziału w mistrzostwach świata 2020, a ich miejsce zajmie Jessica Calalang i Brian Johnson. Tego samego dnia Chris zakończył karierę sportową, a Alexa ogłosiła, że będzie szukała nowego partnera sportowego. Chris tłumaczył swoją decyzję kolejnymi kontuzjami i walką z depresją. Para opowiedziała o traumatycznych mistrzostwach czterech kontynentów, podczas których Chris „czuł się nieobecny”. Na koniec programu krótkiego powiedział żonie, że „ma dość”, co tyczyło się nie tylko tych zawodów, ale jego całej kariery sportowej. Chris rozpoczął leczenie depresji i postanowił, że będzie członkiem sztabu szkoleniowego swojej żony.

## Osiągnięcia

### Z Alexą Scimecą Knierim
| Zawody                           | 12–13          | 13–14          | 14–15          | 15–16          | 16–17          | 17–18          | 18–19          | 19–20          |                |                |                |                |                |                |                |                |                |
| Międzynarodowe                   | Międzynarodowe | Międzynarodowe | Międzynarodowe | Międzynarodowe | Międzynarodowe | Międzynarodowe | Międzynarodowe | Międzynarodowe | Międzynarodowe | Międzynarodowe | Międzynarodowe | Międzynarodowe | Międzynarodowe | Międzynarodowe | Międzynarodowe | Międzynarodowe | Międzynarodowe |
| -------------------------------- | -------------- | -------------- | -------------- | -------------- | -------------- | -------------- | -------------- | -------------- | -------------- | -------------- | -------------- | -------------- | -------------- | -------------- | -------------- | -------------- | -------------- |
| Igrzyska olimpijskie             |                |                |                |                |                | 15             |                |                |                |                |                |                |                |                |                |                |                |
| Mistrzostwa świata               | 9              |                | 7              | 9              | 10             | 15             |                | WD             |                |                |                |                |                |                |                |                |                |
| Mistrzostwa czterech kontynentów | WD             | 3              | 5              | 2              | 6              |                |                | WD             |                |                |                |                |                |                |                |                |                |
| GP Finał Grand Prix              |                |                |                | 7              |                |                |                |                |                |                |                |                |                |                |                |                |                |
| GP Cup of China                  |                | 5              |                |                | WD             |                |                |                |                |                |                |                |                |                |                |                |                |
| GP NHK Trophy                    | 4              |                |                | 3              |                | 5              | 3              | 7              |                |                |                |                |                |                |                |                |                |
| GP Rostelecom Cup                |                | 6              |                |                | WD             |                |                |                |                |                |                |                |                |                |                |                |                |
| GP Skate America                 |                |                | 4              | 2              |                | 5              | 4              |                |                |                |                |                |                |                |                |                |                |
| GP Skate Canada International    |                |                |                |                |                |                |                | 4              |                |                |                |                |                |                |                |                |                |
| GP Internationaux de France      |                |                | 4              |                |                |                |                |                |                |                |                |                |                |                |                |                |                |
| CS Ice Challenge                 |                |                |                | 1              |                |                |                |                |                |                |                |                |                |                |                |                |                |
| CS Nebelhorn Trophy              |                |                | 3              | 2              |                |                | 2              |                |                |                |                |                |                |                |                |                |                |
| CS U.S. International Classic    |                |                | 1              |                |                | 2              |                | 2              |                |                |                |                |                |                |                |                |                |
| International Cup of Nice        | 1              |                |                |                |                |                |                |                |                |                |                |                |                |                |                |                |                |
| Memoriał Ondreja Nepeli          |                | 3              |                |                |                |                |                |                |                |                |                |                |                |                |                |                |                |
| Krajowe                          |                |                |                |                |                |                |                |                |                |                |                |                |                |                |                |                |                |
| Mistrzostwa Stanów Zjednoczonych | 2              | 4              | 1              | 2              | WD             | 1              |                | 1              |                |                |                |                |                |                |                |                |                |
| Zawody drużynowe                 |                |                |                |                |                |                |                |                |                |                |                |                |                |                |                |                |                |
| Igrzyska olimpijskie             |                |                |                |                |                | 3 T 4 P        |                |                |                |                |                |                |                |                |                |                |                |
| World Team Trophy                |                |                | 1 T 4 P        |                |                |                |                |                |                |                |                |                |                |                |                |                |                |
| Team Challenge Cup               |                |                |                | 1 T 3 P        |                |                |                |                |                |                |                |                |                |                |                |                |                |

### Z Andreą Poapst
| Zawody                           | 10–11          | 11–12          |                |                |                |                |                |                |                |                |                |                |                |                |                |                |                |
| Międzynarodowe                   | Międzynarodowe | Międzynarodowe | Międzynarodowe | Międzynarodowe | Międzynarodowe | Międzynarodowe | Międzynarodowe | Międzynarodowe | Międzynarodowe | Międzynarodowe | Międzynarodowe | Międzynarodowe | Międzynarodowe | Międzynarodowe | Międzynarodowe | Międzynarodowe | Międzynarodowe |
| -------------------------------- | -------------- | -------------- | -------------- | -------------- | -------------- | -------------- | -------------- | -------------- | -------------- | -------------- | -------------- | -------------- | -------------- | -------------- | -------------- | -------------- | -------------- |
| Ice Challenge                    |                | 1              |                |                |                |                |                |                |                |                |                |                |                |                |                |                |                |
| Krajowe                          |                |                |                |                |                |                |                |                |                |                |                |                |                |                |                |                |                |
| Mistrzostwa Stanów Zjednoczonych | 2 J            | 7              |                |                |                |                |                |                |                |                |                |                |                |                |                |                |                |

### Z Carolyn-Ann Albą
| Mistrzostwa Stanów Zjednoczonych | 4 J |
| Midwestern Sectionals            | 1 J |

### Z Brynn Carman
| Zawody                                | 06–07                                 | 07–08                                 | 08–09                                 |                                       |                                       |                                       |                                       |                                       |                                       |                                       |                                       |                                       |                                       |                                       |                                       |                                       |                                       |                                       |
| Międzynarodowe: Kategorie młodzieżowe | Międzynarodowe: Kategorie młodzieżowe | Międzynarodowe: Kategorie młodzieżowe | Międzynarodowe: Kategorie młodzieżowe | Międzynarodowe: Kategorie młodzieżowe | Międzynarodowe: Kategorie młodzieżowe | Międzynarodowe: Kategorie młodzieżowe | Międzynarodowe: Kategorie młodzieżowe | Międzynarodowe: Kategorie młodzieżowe | Międzynarodowe: Kategorie młodzieżowe | Międzynarodowe: Kategorie młodzieżowe | Międzynarodowe: Kategorie młodzieżowe | Międzynarodowe: Kategorie młodzieżowe | Międzynarodowe: Kategorie młodzieżowe | Międzynarodowe: Kategorie młodzieżowe | Międzynarodowe: Kategorie młodzieżowe | Międzynarodowe: Kategorie młodzieżowe | Międzynarodowe: Kategorie młodzieżowe | Międzynarodowe: Kategorie młodzieżowe |
| ------------------------------------- | ------------------------------------- | ------------------------------------- | ------------------------------------- | ------------------------------------- | ------------------------------------- | ------------------------------------- | ------------------------------------- | ------------------------------------- | ------------------------------------- | ------------------------------------- | ------------------------------------- | ------------------------------------- | ------------------------------------- | ------------------------------------- | ------------------------------------- | ------------------------------------- | ------------------------------------- | ------------------------------------- |
| Mistrzostwa świata juniorów           |                                       |                                       | 9                                     |                                       |                                       |                                       |                                       |                                       |                                       |                                       |                                       |                                       |                                       |                                       |                                       |                                       |                                       |                                       |
| JGP na Białorusi                      |                                       |                                       | 5                                     |                                       |                                       |                                       |                                       |                                       |                                       |                                       |                                       |                                       |                                       |                                       |                                       |                                       |                                       |                                       |
| JGP w Meksyku                         |                                       |                                       | 9                                     |                                       |                                       |                                       |                                       |                                       |                                       |                                       |                                       |                                       |                                       |                                       |                                       |                                       |                                       |                                       |
| Krajowe                               |                                       |                                       |                                       |                                       |                                       |                                       |                                       |                                       |                                       |                                       |                                       |                                       |                                       |                                       |                                       |                                       |                                       |                                       |
| Mistrzostwa Stanów Zjednoczonych      | 4 N                                   | 1 N                                   | 2 J                                   |                                       |                                       |                                       |                                       |                                       |                                       |                                       |                                       |                                       |                                       |                                       |                                       |                                       |                                       |                                       |
| Midwestern Sectionals                 | 2 N                                   | 1 N                                   | 1 J                                   |                                       |                                       |                                       |                                       |                                       |                                       |                                       |                                       |                                       |                                       |                                       |                                       |                                       |                                       |                                       |

## Rekordy życiowe
Alexa Scimeca Knierim / Chris Knierim
| Historyczne rekordy życiowe przed sezonem 2018/2019 | Historyczne rekordy życiowe przed sezonem 2018/2019 | Historyczne rekordy życiowe przed sezonem 2018/2019 | Historyczne rekordy życiowe przed sezonem 2018/2019 | Historyczne rekordy życiowe przed sezonem 2018/2019 |
| Segment                                             | Data                                                | Punkty                                              | Zawody                                              | Uwagi                                               |
| --------------------------------------------------- | --------------------------------------------------- | --------------------------------------------------- | --------------------------------------------------- | --------------------------------------------------- |
| TSS                                                 | 20 lutego 2016                                      | 207,96                                              | Mistrzostwa czterech kontynentów 2016               |                                                     |
| SP                                                  | 29 marca 2017                                       | 72,17                                               | Mistrzostwa świata 2017                             |                                                     |
| SP TES                                              | 29 marca 2017                                       | 40,74                                               | Mistrzostwa świata 2017                             |                                                     |
| SP PCS                                              | 1 kwietnia 2016                                     | 32,80                                               | Mistrzostwa świata 2016                             |                                                     |
| FS                                                  | 20 lutego 2016                                      | 140,35                                              | Mistrzostwa czterech kontynentów 2016               |                                                     |
| FS TES                                              | 20 lutego 2016                                      | 73,90                                               | Mistrzostwa czterech kontynentów 2016               |                                                     |
| FS PCS                                              | 20 lutego 2016                                      | 66,45                                               | Mistrzostwa czterech kontynentów 2016               |                                                     |